# Spaanse kampioenschappen beachvolleybal
De Spaanse kampioenschappen beachvolleybal zijn de jaarlijkse kampioenschappen om de landstitels beachvolleybal van Spanje. De kampioenschappen worden sinds 1991 door de Spaanse volleybalbond (RFEVB) georganiseerd. Het toernooi vindt eind augustus of begin september plaats en wordt sinds 2013 gehouden in Fuengirola.

## Resultaten
Dit overzicht is incompleet.

### Mannen
| Jaar | Goud                                            | Zilver                                          | Brons                                           |
| ---- | ----------------------------------------------- | ----------------------------------------------- | ----------------------------------------------- |
| 1991 | Sixto Jiménez Benjamín Vicedo                   |                                                 |                                                 |
| 1992 | Javier Bosma Antonio Alemany                    |                                                 |                                                 |
| 1993 | Javier Bosma Manuel Berenguel                   |                                                 |                                                 |
| 1994 | Fabio Díez Genildo Da Silva                     |                                                 |                                                 |
| 1995 | Manuel Berenguel Sead Omeragic                  |                                                 |                                                 |
| 1996 | Fabio Díez Genildo Da Silva                     |                                                 |                                                 |
| 1997 | Sixto Jiménez Sead Omeragic                     |                                                 |                                                 |
| 1998 | Manuel Berenguel Genildo Da Silva               |                                                 |                                                 |
| 1999 | Manuel Berenguel Genildo Da Silva               |                                                 |                                                 |
| 2000 | Manuel Carrasco Genildo Da Silva                |                                                 |                                                 |
| 2001 | José Luis Lobato Juan Miguel Rosell             |                                                 |                                                 |
| 2002 | Jesús Ruiz Javier Luna                          |                                                 |                                                 |
| 2003 | Álex Ortiz José Luis Lobato                     |                                                 |                                                 |
| 2004 | Jesús Ruiz Agustín Correa                       |                                                 |                                                 |
| 2005 | Jesús Ruiz Agustín Correa                       |                                                 |                                                 |
| 2006 | Genildo Da Silva Lluis Badosa                   |                                                 |                                                 |
| 2007 | Genildo Da Silva Lluis Badosa                   |                                                 |                                                 |
| 2008 | Manuel Carrasco Jesús Ruiz                      |                                                 |                                                 |
| 2009 | Pablo Herrera Adrián Gavira                     |                                                 |                                                 |
| 2010 | Pablo Herrera Adrián Gavira                     |                                                 |                                                 |
| 2011 | Pablo Herrera Adrián Gavira                     | Raúl Mesa Inocencio Lario                       | Christian García Francisco Marco                |
| 2012 | Francisco Tomás César Menéndez                  | Christian García Francisco Marco                | Genildo Da Silva Christian Salvador             |
| 2013 | Christian García Francisco Marco                | Miguel Ángel de Amo Ignacio Batallán            | Francisco Tomás César Menéndez                  |
| 2014 | Pablo Herrera Adrián Gavira                     | Miguel Ángel de Amo Ignacio Batallán            | Christian García Francisco Marco                |
| 2015 | Christian García Francisco Marco                | Miguel Ángel de Amo Ignacio Batallán            | Francisco Tomás César Menéndez                  |
| 2016 | Christian García Francisco Marco                | Daniel Ruiz Posadas Ignacio Batallán            | Francisco Tomás César Menéndez                  |
| 2017 | Pablo Herrera Adrián Gavira                     | Raúl Mesa Christian García                      | Óscar Jiménez Hugo Rojas                        |
| 2018 | Pablo Herrera Adrián Gavira                     | Francisco Tomás César Menéndez                  | Javier Monfort Inocencio Lario                  |
| 2019 | Pablo Herrera Adrián Gavira                     | César Menéndez Alejandro Huerta                 | Roberto Sanfélix Nathan Matos                   |
| 2020 | Geen kampioenschappen vanwege de coronapandemie | Geen kampioenschappen vanwege de coronapandemie | Geen kampioenschappen vanwege de coronapandemie |
| 2021 | Pablo Herrera Adrián Gavira                     | César Menéndez Alejandro Huerta                 | Javier Monfort Pablo José Pérez                 |
| 2022 | Pablo Herrera Adrián Gavira                     | Javier Monfort Pablo José Pérez                 | Daniel Moreno Roberto Sanfélix                  |
| 2023 | Javier Huerta Alejandro Huerta                  | Antonio Saucedo Álvaro Viera                    | Óscar Jiménez Ángel Rodríguez                   |
| 2024 | Pablo Herrera Adrián Gavira                     | Francisco Tomás César Menéndez                  | Pablo José Pérez Nathan Matos                   |

### Vrouwen
| Jaar | Goud                                            | Zilver                                          | Brons                                           |
| ---- | ----------------------------------------------- | ----------------------------------------------- | ----------------------------------------------- |
| 1991 | Cecilia Ahumada María Ángeles González          |                                                 |                                                 |
| 1992 | Liliana Díaz Mónica del Prado                   |                                                 |                                                 |
| 1993 | Geen toernooi voor vrouwen                      | Geen toernooi voor vrouwen                      | Geen toernooi voor vrouwen                      |
| 1994 | Isabel Rivas Eugenia Sánchez                    |                                                 |                                                 |
| 1995 | Sonia Alonso María Yuste                        |                                                 |                                                 |
| 1996 | Marina Doebinina Ángelica Gómez                 |                                                 |                                                 |
| 1997 | Sonia Alonso Olena Zalyoebovska                 |                                                 |                                                 |
| 1998 | Sonia Alonso Olena Zalyoebovska                 |                                                 |                                                 |
| 1999 | Sonia Alonso Olena Zalyoebovska                 |                                                 |                                                 |
| 2000 | Esther Alcón Olga Matveeva                      |                                                 |                                                 |
| 2001 | Esther Alcón Belkis Palacios                    |                                                 |                                                 |
| 2002 | Nadia Campisi Clara Lozano                      |                                                 |                                                 |
| 2003 | Nadia Campisi Clara Lozano                      |                                                 |                                                 |
| 2004 | Nadia Campisi Clara Lozano                      | Esther Alcón Cati Pol                           | Amparo Hopf Patricia Barrio Cendoya             |
| 2005 | Esther Alcón Olga Matveeva                      | Esther Rodríguez Olena Zalyoebovska             | Nuria Pla Veronica Zamora                       |
| 2006 | Nuria Pla María Bonafont                        | Cati Pol Meritxell Alseda                       | Carla Martínez Aurora Suñol                     |
| 2007 | Esther Alcón Olga Matveeva                      | Cati Pol Meritxell Alseda                       | Veronica Zamora Patricia Barrio Cendoya         |
| 2008 | Nadia Campisi Clara Lozano                      | Esther Alcón Olga Matveeva                      | Nuria Pla Cristina Hopf                         |
| 2009 | Liliana Fernández Elsa Baquerizo                | Esther Alcón Olga Matveeva                      | Catalina Pol Borrás Benigna Fernández           |
| 2010 | Liliana Fernández Elsa Baquerizo                | Alejandra Simón Olaya Pazo                      | Olga Matveeva Nazaret Florián                   |
| 2011 | Liliana Fernández Elsa Baquerizo                | Laura Caballero Amparo Hopf                     | Nadia Campisi Cristina Hopf                     |
| 2012 | Liliana Fernández Elsa Baquerizo                | Nadia Campisi Clara Lozano                      | Alejandra Simón Cristina Hopf                   |
| 2013 | Liliana Fernández Elsa Baquerizo                | Ángela Lobato Paula Soria                       | Olga Matveeva Nazaret Florián                   |
| 2014 | Liliana Fernández Elsa Baquerizo                | Ángela Lobato Paula Soria                       | Olga Matveeva Nazaret Florián                   |
| 2015 | Ángela Lobato Paula Soria                       | Clara Lozano Nazaret Florián                    | Esther Ribera Amaranta Fernández                |
| 2016 | Ángela Lobato Paula Soria                       | Clara Lozano Nazaret Florián                    | Cati Pol Catalina Pol Borrás                    |
| 2017 | Elsa Baquerizo Paula Soria                      | Amaranta Fernández Ángela Lobato                | Olga Matveeva Nazaret Florián                   |
| 2018 | Paula Soria Belén Carro                         | Amaranta Fernández Ángela Lobato                | Olga Matveeva Nazaret Florián                   |
| 2019 | Amaranta Fernández Ángela Lobato                | Paula Soria Belén Carro                         | Liliana Fernández Elsa Baquerizo                |
| 2020 | Geen kampioenschappen vanwege de coronapandemie | Geen kampioenschappen vanwege de coronapandemie | Geen kampioenschappen vanwege de coronapandemie |
| 2021 | Paula Soria Belén Carro                         | Nuria Bouza Nazaret Florián                     | Tania Moreno Ana Vergara                        |
| 2022 | Belén Carro Ángela Lobato                       | Paula Soria Sofía González                      | Teresa Mas Aina Munar                           |
| 2023 | Belén Carro Ángela Lobato                       | Liliana Fernández Paula Soria                   | Aina Munar Natalia Ann Binimelis                |
| 2024 | Belén Carro Sofía González                      | Nazaret Florián Aina Munar                      | Natalia Ann Binimelis Carolina Fernández        |

## Meervoudige winnaars
Dit overzicht is incompleet.

### Mannen
| Speler           | Periode   | Goud | Zilver | Brons | Totaal |
| ---------------- | --------- | ---- | ------ | ----- | ------ |
| Pablo Herrera    | 2009–2024 | 10   | 0      | 0     | 10     |
| Adrián Gavira    | 2009–2024 | 10   | 0      | 0     | 10     |
| Genildo Da Silva | 1994–2012 | 7    | 0      | 1     | 8      |
| Manuel Berenguel | 1993–1999 | 4    | 0      | 0     | 4      |
| Jesús Ruiz       | 2002–2008 | 4    | 0      | 0     | 4      |
| Christian García | 2011–2017 | 3    | 2      | 2     | 7      |
| Francisco Marco  | 2011–2016 | 3    | 1      | 2     | 6      |
| Lluis Badosa     | 2006–2007 | 2    | 0      | 0     | 2      |
| Javier Bosma     | 1992–1993 | 2    | 0      | 0     | 2      |
| Agustín Correa   | 2004–2005 | 2    | 0      | 0     | 2      |
| Fabio Díez       | 1994–1996 | 2    | 0      | 0     | 2      |
| José Luis Lobato | 2001–2003 | 2    | 0      | 0     | 2      |
| Sead Omeragic    | 1995–1997 | 2    | 0      | 0     | 2      |
| Sixto Jiménez    | 1991–1997 | 2    | 0      | 0     | 2      |
| Manuel Carrasco  | 2000–2008 | 2    | 0      | 0     | 2      |

### Vrouwen
| Speler             | Periode   | Goud | Zilver | Brons | Totaal |
| ------------------ | --------- | ---- | ------ | ----- | ------ |
| Elsa Baquerizo     | 2009–2019 | 7    | 0      | 1     | 8      |
| Liliana Fernández  | 2009–2023 | 6    | 1      | 1     | 8      |
| Paula Soria        | 2013–2023 | 5    | 5      | 0     | 10     |
| Ángela Lobato      | 2013–2023 | 5    | 4      | 0     | 9      |
| Belén Carro        | 2018–2024 | 5    | 1      | 0     | 6      |
| Esther Álcon       | 2000–2009 | 4    | 3      | 0     | 7      |
| Clara Lozano       | 2002–2016 | 4    | 2      | 0     | 6      |
| Nadia Campisi      | 2002–2012 | 4    | 1      | 1     | 6      |
| Sonia Alonso       | 1995–1999 | 4    | 0      | 0     | 4      |
| Olga Matveeva      | 2000–2018 | 3    | 2      | 5     | 10     |
| Olena Zalyoebovska | 1997–2005 | 3    | 1      | 0     | 4      |